# کوه استودنچسکایا
کوه استودنچسکایا (روسی: Гора Студенческая) یک کوه در استان خودگردان یهودی کشور روسیه است.